# Донатти, Алехандро
Алеха́ндро Се́сар Дона́тти (исп. Alejandro César Donatti; родился 24 октября 1986, Рафаэла) — аргентинский футболист, центральный защитник клуба «Атлетико Сармьенто».

## Биография
Алехандро Донатти с 2004 по 2008 годы выступал в низших аргентинских лигах на полупрофессиональном уровне. Будучи игроком команды «9 июля» из родной Рафаэлы трижды отдавался в аренду в более именитые клубы («Сан-Лоренсо де Альмагро», «Дженоа» и «Тиро Федераль»), однако на тот момент у молодого защитника не было возможности сыграть за основу. В 2008 году перешёл в команду «Бока Унидос», за несколько лет пройдя с ней путь от турнира Архентино B (четвёртый дивизион) до Примеры B Насьональ (второй дивизион). В 2012—2013 годах на правах аренды выступал за клуб Примеры «Тигре». 25 августа 2012 года Донатти дебютировал в аргентинской Примере. В матче 4 тура турнира Инисиаль «Тигре» в гостях сыграл вничью 2:2 с «Олл Бойз».
В конце 2012 года вместе с «Тигре» дошёл до финала Южноамериканского кубка — это было высшее достижение на международной арене в истории клуба. В начале первой финальной игры (0:0) в Буэнос-Айресе Донатти спровоцировал конфликт с нападающим «Сан-Паулу» Луисом Фабиано. В игровом эпизоде Фабиано махнул ногой, и аргентинец через несколько мгновений стал изображать сильную боль, хотя на повторах было видно, что соперник не коснулся его. Это привело в ярость Фабиано, и возникла потасовка. Оба футболиста получили по красной карточке и не приняли участие в скандальном ответном матче, где игроки «Тигре» отказались выходить на поле после перерыва, и победа была присуждена «Сан-Паулу», который забил два гола в первой половине игры. Впоследствии Алехандро Донатти принёс извинения болельщикам и самому Фабиано за своё поведение.
В 2013—2016 годах выступал за «Росарио Сентраль». В 2015 году завоевал с «жёлто-синими» Кубок Аргентины. Игра Донатти привлекла внимание бразильского «Фламенго», который начал вести переговоры с игроком в начале 2016 года. После окончания контракта с «Сентралем» защитник переехал в Рио-де-Жанейро, подписав контракт на три года. Однако в полной мере реализовать надежды руководства «рубро-негрос» Донатти не удалось. Из-за травм за год он сыграл в девяти матчах на внутренней арене и ещё в двух — в международных турнирах, и в июле 2017 года перешёл в мексиканскую «Тихуану». В начале следующего года стал игроком «Расинга». В первый год выступал за «академию» довольно успешно, но в 2019 году из-за травм стал играть значительно реже. Тем не менее, он помог своей команде стать чемпионом Аргентины в сезоне 2018/19.
С 2020 года выступает за «Сан-Лоренсо де Альмагро».

## Титулы и достижения
- Чемпион Аргентины (1): 2018/19
- Победитель турнира Архентино B (четвёртый дивизион) (2): 2007, 2009
- Обладатель Кубка Аргентины (1): 2015
- Финалист Кубка Аргентины (1): 2014/15
- Финалист Южноамериканского кубка (1): 2012